# Ortuj
Ortuj (ros. Ортуй) – wieś w Rosji, w Kraju Zabajkalskim, w rejonie mogojtujskim. W 2010 liczyła 1020 mieszkańców.